# Benicalap
Benicalap est le 16e district de la ville de Valence, en Espagne. La zone du district est située au nord-est de la ville et est bordée par les Poblados del Norte (au nord et à l'est), la municipalité de Burjasot (au nord), Rascaña à l'est, La Zaidía au sud, Campanar au sud et à l'ouest, et les Poblados del Oeste à l'ouest. Elle est composée de deux quartiers : Benicalap et Ciutat Fallera. Benicalap était une municipalité autonome jusqu'à la fin du XIXe siècle, date à laquelle elle a été annexée à la ville de Valence. Sa population recensée en 2022 était de 47 752 habitants selon la mairie de Valence.
Le quartier abrite le deuxième parc le plus visité de Valence, après les jardins Viveros, le parc de Benicalap (dans le quartier Artista Fallero), mais aussi le Museo del Artista Fallero, où sont exposés des ninots, des maquettes de fallas et des croquis originaux réalisés par des Artistas Falleros.

## Toponymie
La première partie du toponyme vient de l'arabe بني (banī, « lignée de » ; بنو banū en arabe ancien), terme partagé par d'innombrables villes levantines et désignant généralement l'existence d'une ferme andalouse, rahal ou manzil,. La prononciation exacte du toponyme en arabe est inconnue, ce qui rend la traduction de la deuxième partie du toponyme très difficile. Les plus anciennes versions conservées en alphabet latin sont celles présentées dans le Llibre del Repartiment : Benicalapech et Benicalapec (toutes deux prononcées avec un k à la fin, compte tenu de l'orthographe de la langue valencienne médiévale). Ces versions représentent probablement assez fidèlement la version arabe, puisqu'elles sont contemporaines de la conquête de Valence. Au fil des siècles, la prononciation se transforme pour s'adapter à la prosodie valencienne et c'est ainsi que l'on trouve les toponymes Benicalaph et Benicalaf à partir du XVIIe siècle.

## Histoire
Comme la plupart des villes de La Horta et beaucoup d'autres en Espagne, Benicalap était à l'origine une ferme andalouse, reflet du modèle d'établissement rural typique de la civilisation d'Al-Andalus,.
Benicalap s'articulait autour du Camino Viejo de Burjassot, disparu, qui partait du pont de Sant Josep, passait par l'actuel José Grollo et, en s'adaptant aux marges des champs et aux canaux d'irrigation, rejoignait l'Alquería del Moro et Burjasot.